# Aeroporto Regionale di Grand Junction
L'Aeroporto Regionale di Grand Junction Walker Field (IATA: GJT, ICAO: KGJT) è l'aeroporto che serve il comune di Grand Junction, nella Contea di Mesa, in Colorado, negli USA. È il terzo aeroporto dello stato, preceduto da quelli di Denver e di Colorado Springs.
L'FAA registra 219.358 imbarchi nel 2010.

## Storia
L'aeroporto è stato aperto nel 1930 col nome di Grand Junction Municipal Airport. Nel 1942 venne intitolato a Walker Field, l'autore del Daily Sentinel, giornale che aiutò l'aeroporto ad ottenere fondi e supporto economico per l'aeroporto.

## Terminale
All'interno del terminale sono presenti un duty-free e diversi monitor. Il terminale presenta 3 gates con accesso diretto agli aeromobili, utilizzati per i voli regionali; un solo gate necessita di scale esterne.

## Compagnie e destinazioni

### Passeggeri[1]
| Compagnia aerea             | Destinazioni                                                                    |
| --------------------------- | ------------------------------------------------------------------------------- |
| Allegiant Air               | Las Vegas (LAS), Phoenix-Mesa (AZA) Stagionali: Los Angeles (LAX)               |
| Envoy Air as American Eagle | Dallas/Fort Worth (DFW), Phoenix-Sky Harbor (PHX) Stagionale: Los Angeles (LAX) |
| Frontier Airlines           | Stagionale: Denver (DEN)                                                        |
| United Airlines             | Denver (DEN) Stagionale: Chicago-O'Hare (ORD)                                   |

### Cargo
| Compagnia aerea | Destinazioni                                                 |
| --------------- | ------------------------------------------------------------ |
| FedEx Express   | Colorado Springs (COS), Fresno-Yosemite (FAT), Memphis (MEM) |